# Damaru

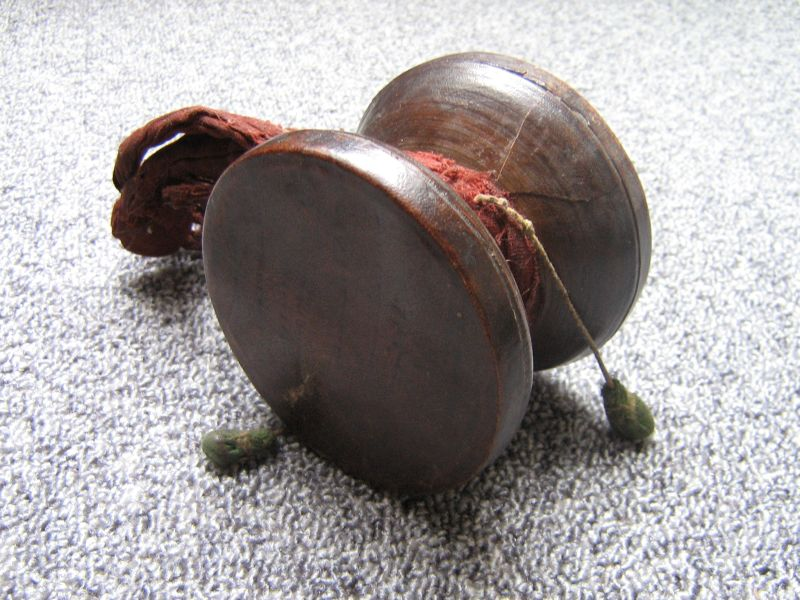
En tibetansk damaru

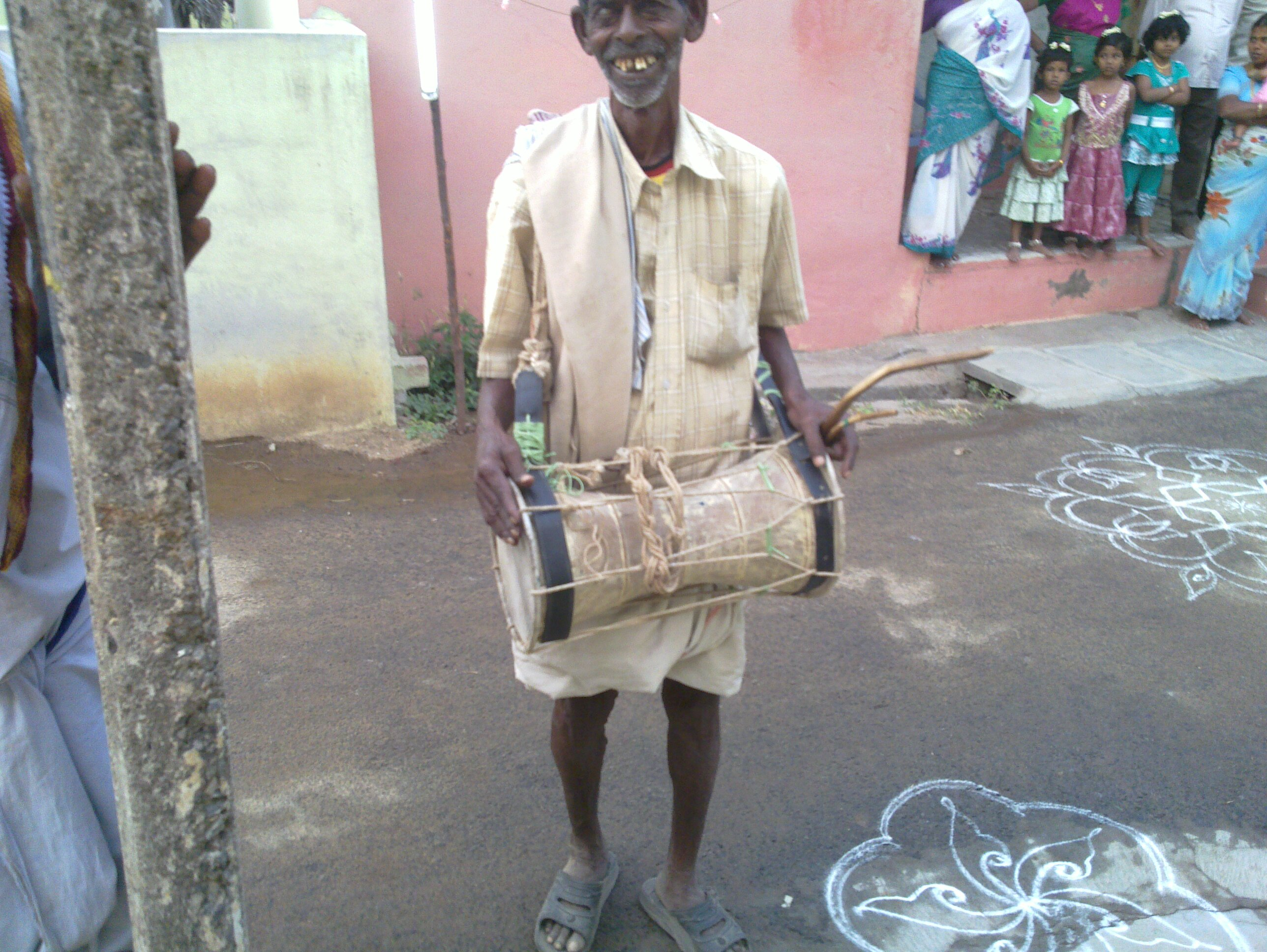
En indisk urumitrumma, som till utseendet är snarlik den shaivitiska damarun

Damaru är en handtrumma som bland annat använts i indiska kulturer, och tibetansk buddhism.

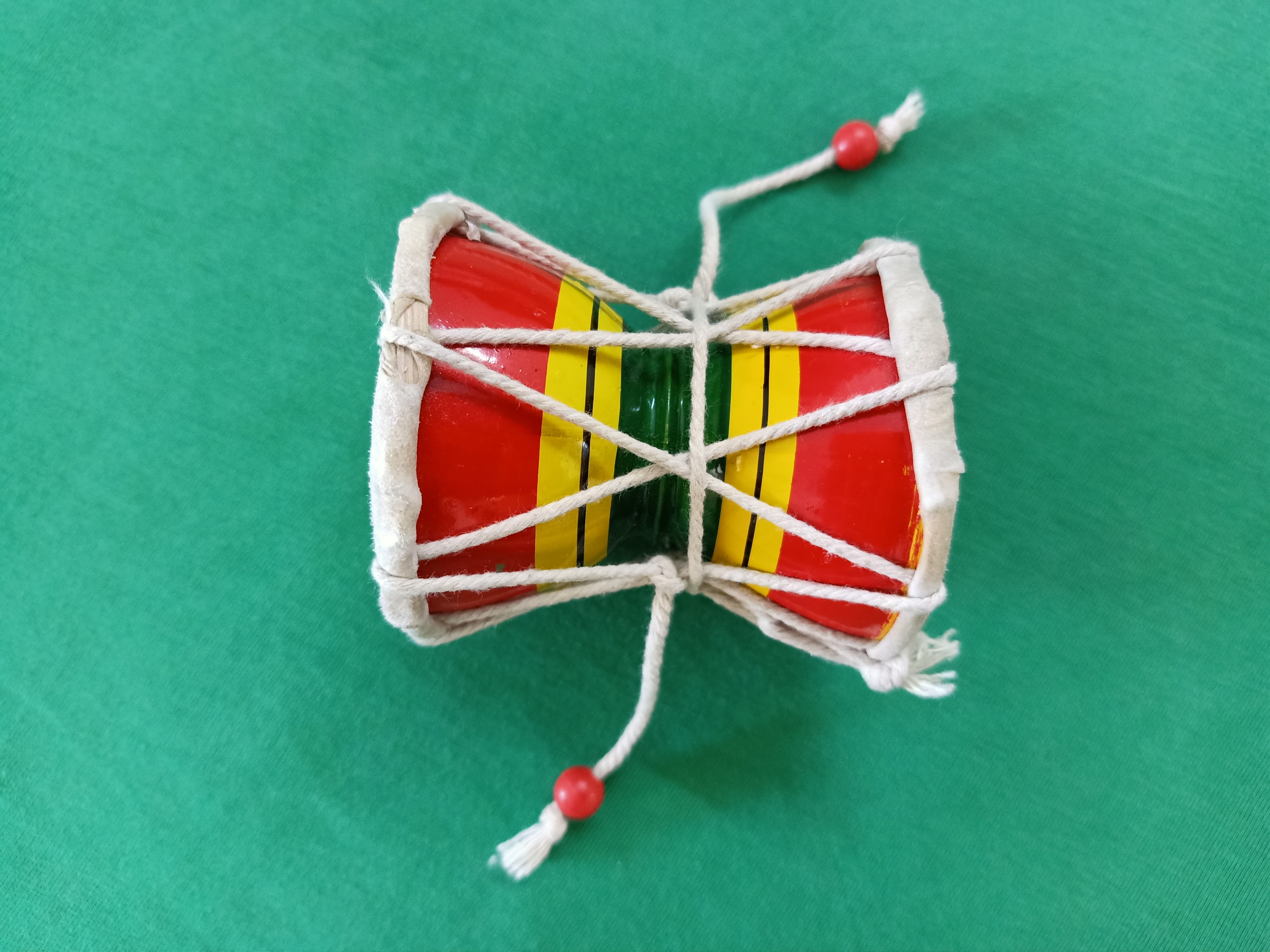
Damaru instrument

Handtrummans ursprung spåras till Harappacivilisationen. Det första omnämnandet av trumman är i ett piktogram i ett Induskulturellt språk.
Inom Shaivismen, den tidigaste inriktningen av hinduismen, avbildas Shiva med en damaru i höger hand när Shiva är i formen Nataraja ("dansens kung"). Shaivitiska damarer är formade som timglas i trä, och har ofta en tråd som går utanpå trumman i ett sicksackmönster, som kan stramas åt för att åstadkomma en högre ton i trumman.
Sedan damarun tillkom har den använts brett av handelsmän och gatuartister för att dra till sig folk.
Jämfört med den shaivitiska damarun är den tibetanska damarun lägre, och de två runda sidorna är bredare. Den shivitiska formen av trumman förekommer dock även i tibetansk buddhism i viss mån. Trumman kan variera i storlek, från omkring 10 cm till 40 cm i diameter.Trumman kan tillverkas i diverse material beroende på dess användningsområde. Damarer tillverkade i ben används traditionellt för tantriska ritualer. I avbildningar av ilskna tantriska buddhistiska gudar är trumman gjord av kranierna från en pojke och flicka i åldern 15-16 år, eller från en sextonårig pojke och en tolvårig flicka. Trumman hålls alltid i höger hand av såväl tantriska gudar som tantriska utövare. Trummans funktion är att tillkalla alla buddhor, bodhisattvor och dakiner och inspirera dem med omätbar glädje. Trumman representerar ofta "ljudet av överlägsen salighet" och paras ofta ihop med en ghanta, en rituell handklocka.